# Feedback Is Payback
Albums de 1208
Turn Of The Screw
Feedback Is Payback est le premier album du groupe 1208. Il a été publié en février 2002 sur Epitaph Records et a été suivi par Turn of the Screw en 2004. L'album a été coproduit par Fletcher Dragge, un groupe de punk. L'album est resté classé 4 semaines dans le classement CMJ Radio 200 du magazine CMJ New Music Report.

## Analyse
Dans ce premier album, considéré comme un début très prometteur, 1208 crée un certain nombre de chansons punk-rock avec un style vocal proche de The Offspring et On (en).

## Crédits
- Design artistique – Greg Simkins, Raymond Pettibon
- Basse – Bryan Parks
- Batterie – Manny McNamara
- Ingénieur – Darian Rundall
- Guitare – Alex Flynn, Neshawn Hubbard
- Masterisé par  – Gene Grimaldi
- Photographe – Ashley Cook
- Producteur – Darian Rundall, Fletcher Dragge
- Chant – Alex Flynn

## Composition
- Toutes les chansons ont été écrites par 1208

1. 1988 – 3:28
2. Lies That Lie – 2:33
3. Just Anyone – 2:46
4. Outside Looking In – 2:46
5. Scared Away – 3:08
6. Erase 'em All – 2:45
7. Pick Your Poison – 3:18
8. Jimmy – 2:54
9. Lightshow – 2:22
10. Retire – 2:22
11. Slowburn – 3:14
12. What I Saw	–2:40
13. Speak Easy	–2:29
14. Obstructure –2:51